# Gallhålans naturreservat

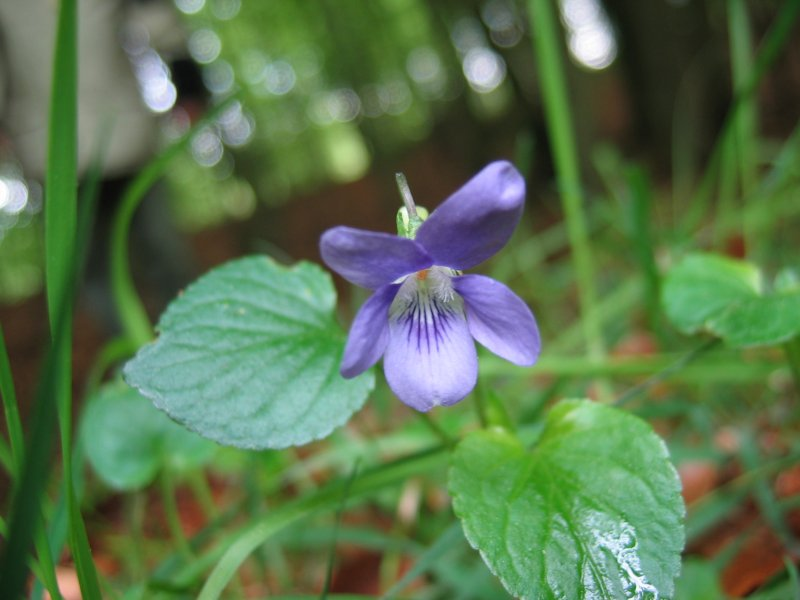
Skogsviol

Gallhålan är ett naturreservat i Landvetters socken i Härryda kommun i Västergötland.
Naturreservatet bildades 1988 och utökades 2013. Det omfattar 96 hektar. 
Reservatet är beläget nordväst om tätorten Landvetter på östsluttningen av Tahultsdrumlinen. Den tvärar brant ned mot sjön Agntjärnen, i öster. Det är ett över stora områden sammanhängande ekskogsområde i kuperad terräng. Där växer arter som bergslok, skogsviol, vitsippa och blåsippa. Hassel, olvon och brakved är vanliga buskar. Förutom ekskog finns också alkärr, hällmarkstallskog och en slåtteräng inom reservatet.
I tjärnen finns gräsand, knipa, storskrak och vigg. 
Fågellivet är rikt, med lövskogsarter som mindre hackspett, kattuggla, stenknäck och grå flugsnappare.
Inom reservatet finns flera kulturhistoriskt värdefulla odlings- och bebyggelselämningar från tiden under 1700- och 1800-talen. I området finns också förhistoriska gravrösen.
Genom utökningen av reservatet tillkom bland annat Brattåsberget, som utgörs av en ekklädd bergskulle. Där finns blockrika branter och klippstup med ädellövskog. Där kan man finna fällmossa och guldlockmossa. 
Området ingår i EU:s ekologiska nätverk av skyddade områden, Natura 2000.